# Moers
Moers (antigament també coneguda com a Mörs o Meurs) és la ciutat més gran al districte de Wesel, en Renània del Nord-Westfàlia, Alemanya. És la ciutat més gran a Alemanya que no és ni lliure "Kreisfreie Stadt" (literalment, «Ciutat lliure d'estat») ni la seu d'un districte.
L'alcalde és Norbert Ballhaus del Partit Socialdemòcrata d'Alemanya.

## Demografia
L'any 1920 a Moers hi havia 25.000 habitants, i el 1965 s'havia duplicat aquest nombre a 50.000, [a través de la incorporació dels llocs de Renània Kamp (40.924 habitants, el 1974) i Kapellen (6.267 habitants, el 1974), l'1 de gener de 1975 va superar el nombre de 100.000 habitants amb el que la ciutat de Moers es va convertir en una gran ciutat. El 2002, la població va tenir el màxim històric va ser de 108.019. El 2004, la proporció d'estrangers d'acord amb l'administració de la ciutat va ser a la ratlla de deu per cent (10.674 persones).

## Geografia
Moers té una àrea de 67.68 km² (26.13/sq mi), amb una densitat de població de 1.584/km² (4,102/sq mi) està situada al sud del districte de Wesel, a 7 milles a l'oest de la desembocadura de la conca del Ruhr en Duisburg i 13 km al nord de Krefeld.

## Ciutats agermanades
- Maisons-Alfort (França, des de 1966)
- Bapaume (França des de 1974)
- Knowsley (Merseyside, Anglaterra, des de 1980)
- Ramla (Israel, des de 1987)
- Seelow (Brandenburg, Alemanya, des de 1990)